# Linaria sabulosa
Linaria sabulosa är en grobladsväxtart som beskrevs av Vasilij Matvejevitj Tjernjajev och Michail Klokov. Linaria sabulosa ingår i släktet sporrar, och familjen grobladsväxter. Inga underarter finns listade i Catalogue of Life.